# Contestation sociale dans les Territoires palestiniens en 2012
La Contestation sociale dans les Territoires palestiniens  fait référence à la « colère sociale » dans les Territoires palestiniens aussi nommés Cisjordanie, qui a débuté fin août 2012. Cette contestation a été provoquée par la hausse des prix des denrées de base et suivie par des appels à « dégager » adressés au Premier ministre palestinien Salam Fayyad ; elle évoque une réplique palestinienne du printemps arabe.

## Contexte
Le gouvernement palestinien de Ramallah fait face à une sérieuse crise budgétaire relative au Protocole de Paris de 1994 régissant les relations économiques entre Israël et l’OLP, qui lui interdit « de baisser les prix du carburant de plus de 15 % par rapport à ceux pratiqués en Israël ». Ce protocole signé le 29 avril 1994 à Paris accorde « une liberté économique limitée » aux Palestiniens et oblige, entre autres mesures, le gouvernement israélien à rétrocéder aux Palestiniens les taxes perçues au bénéfice de l'Autorité palestinienne.
Le politologue palestinien Khalil Chahine considère qu'une continuation et un développement de la contestation sont inévitables « parce que les citoyens [palestiniens] ont commencé à sentir qu’ils payent le prix du maintien de l’Autorité palestinienne » sans qu'elle ait obtenu la création d'un État palestinien indépendant « compte tenu des conditions israéliennes » . Un économiste palestinien, Nasser Abdelkarim, estime qu'il « incombe maintenant au gouvernement Fayyad de convaincre la rue qu’il est en mesure d’améliorer la situation économique, mais la confiance entre le gouvernement et les citoyens a commencé à se fissurer ». Le Fatah du président Mahmoud Abbas tient Israël responsable de la crise palestinienne actuelle du fait de sa décision d'augmenter le prix du carburant qu'il juge « peut-être encore supportable pour la prospère économie israélienne » mais pas pour les Palestiniens en raison des écarts entre les salaires mensuels minimum respectifs.
Les protestations ont été déclenchées par la mort d’un Gazaoui de 17 ans, Ehab Abou al-Nada, qui s’est immolé par le feu le 2 septembre 2012 en protestation de ses conditions de travail. Il travaillait 13 heures par jour pour environ 6 euros afin d’aider sa famille à vivre. Son geste est semblable à celui de Mohamed Bouazizi, qui avait été à l’origine de la révolution en Tunisie en janvier 2011. Le 5 septembre, un habitant de Ramallah de 37 ans a aussi tenté de s'immoler mais en a été empêché par les forces de sécurité palestiniennes. Il réclamait que « l’Autorité palestinienne lui rembourse le voyage en Jordanie qu'il avait effectué pour tenter de faire soigner sa petite fille de 5 ans ».

## Conjoncture économique et politique
Les territoires palestiniens ont connu ces trois dernières années une forte croissance économique, en 2012 l'activité économique a régressé et le chômage a augmenté tant en Cisjordanie que dans la bande de Gaza. Selon The Wall Street Journal cette situation « résulte pour beaucoup d'une atténuation marquée de l'aide des bailleurs de fonds internationaux, en particulier les pays arabes », citant Oussama Kanaan, qui dirige la mission du Fonds monétaire international en Cisjordanie et à Gaza, qui constate que l'aide étrangère ne représentait que 11 % du PIB en 2011 contre 21 % en 2008. Le déficit budgétaire de l’Autorité palestinienne s'élève actuellement à 2,3 milliards de dollars, il est susceptible de s'accroitre encore plus . Selon Naser Abdulkarim, professeur de finance à l'Université de Beir Zeit à Ramallah, « certains Palestiniens ont reconnu qu'une grande partie de la frustration est ancrée dans les attentes déçues à partir de 2011, lorsque les dirigeants palestiniens ont été salués par la communauté internationale pour avoir construit une économie et un gouvernement qui était prêt à devenir autonomes, mais ont été rejetés par le Conseil de sécurité des Nations unies lorsqu'ils ont déposé une demande d'adhésion » à l'ONU. Hormis
leur frustration envers leurs dirigeants, de nombreux Palestiniens blâment Israël pour la crise en raison des « entraves » à  l'activité économique de la Cisjordanie et de Gaza que causeraient les check-points militaires israéliens. Ces accusations sont rejetées par un responsable israélien qui affirme que « les deux parties ont signé un accord de coopération économique cet été [2012] pour améliorer la coopération en matière de recouvrement de l'impôt. » ajoutant que le gouvernement actuel « a éliminé de nombreux barrages militaires. ».

## Manifestations dans les Territoires palestiniens
Le 10 septembre 2012, à la suite des premières manifestations, le mouvement a pris de l'ampleur, les transports publics se sont mis en grève, les principaux accès aux villes de Cisjordanie ont été barrés par des manifestants qui se sont servis de rochers à Hébron et ont endommagé des véhicules et le siège de la municipalité et lancé des pierres sur la police palestinienne qui essayait de les disperser, de camions à Bethléem et à Naplouse, où des centaines de manifestants ont défilé aux cris d' « Allahu akbar » en incendiant des pneus et jetant des pierres sur les policiers palestiniens, qui ont riposté avec des matraques et tiré des coups de semonce. Ces affrontements ont fait plus de cinquante blessés .Des manifestations ont aussi eu lieu à Ramallah. Les fonctionnaires, qui n'ont perçu qu'une partie de leurs salaires du mois d'août, ont débuté le 11 septembre une grève partielle. A Hébron, où les islamistes du Hamas qui s'opposent à Mahmoud Abbas  comptent de nombreux partisans, les manifestants  ont bombardé de chaussures un portrait géant de Salam Fayyad, l'accusant d’être un « collaborateur des Américains » et demandant sa démission. Malgré les nouvelles mesures annoncées par Salam Fayyad, 
des activistes palestiniens ont juré de continuer à protester contre la cherté de la vie, peu après la déclaration du Premier ministre palestinien, des dizaines de manifestants ont défilé à Ramallah, scandant des slogans contre l'Autorité Palestinienne et les accords d'Oslo et ont aussi appelé l'Autorité palestinienne à cesser sa coordination sécuritaire avec Israël. Des policiers palestiniens les ont empêchés d'approcher la Moukata présidentielle, Mahmoud Abbas ne s'y trouvait pas étant en visite en Inde.

## Revendications
Les manifestants demandent le départ de Mahmoud Abbas, de Salam Fayyad ainsi que « de l'ensemble des cadres de l'Autorité », les accusant « d'avoir failli à leurs responsabilités ». Ils demandent aussi des programmes de protection sociale, la mise en en place d'un contrôle et d'une régulation sur les prix des denrées de base et des produits énergétiques qui ne cessent d'augmenter : depuis le 1er septembre 2012 les prix du gaz, de l’essence et du diesel ont enregistré une hausse variant entre 12 et 3 % en une semaine

## Réponses du gouvernement palestinien et du  Fatah
Le 10 septembre 2012, le Premier ministre Fayyad et les ministres concernés ont rencontré une centaine de personnalités du secteur privé et de la société civile qui ont proposé « une réduction des prix de certaines denrées et le versement des salaires à temps. » Ces propositions seront présentées le 11 septembre au Conseil des ministres palestinien.
Le 11 septembre, en réponse aux violents affrontements, Fayyad a annoncé la baisse du prix du carburant. Il a déclaré que « les mesures d'austérité étaient dues à un déficit budgétaire causé par l'incapacité des pays américains et arabes à verser le montant prévu de 1,2 milliard de dollars d'aide financière. ». Les États-Unis avaient gelé leur aide financière à l'Autorité palestinienne en 2011 après que Mahmoud Abbas se soit rendu aux Nations unies demander malgré l'opposition américaine la reconnaissance d'un État palestinien. Barack Obama a levé ce gel en avril 2012. Cette mesure a été jugée insatisfaisante par le chef du syndicat des transports palestiniens qui a promis plus « d'actions de rues », expliquant que les prix du carburant étaient déjà trop chers même avant la récente hausse. Mahmoud Abbas, qui avait exprimé son soutien aux manifestants au début de la contestation, la considérant comme étant dans la continuité du printemps arabe, défend son Premier ministre. Il a déclaré que Salam Fayyad « faisait partie intégrante du gouvernement », et qu'il assumait la responsabilité de la politique menée par le gouvernement Fayyad. Fayyad estime que la crise actuelle est due à la lutte pour le pouvoir entre le Hamas et le Fatah, le parti de Mahmoud Abbas, le manque d'aide financière des pays arabes et le fait qu'Israël continue de contrôler 60 % la Cisjordanie.
Des responsables du Fatah ont accusé les États-Unis de « vouloir conduire l’Autorité palestinienne vers le chaos en imposant un blocus financier » et ont rendu les américains responsables « de l'anarchie et des désordres ayant eu lieu » et « d'incitation des Palestiniens contre leurs dirigeants ». Des ONG qui n'ont pas été nommées sont aussi désignées comme coupables d'avoir « incité les Palestiniens à perpétrer des actes de vandalisme et de chaos ». Avigdor Liberman, le ministre israélien des Affaires étrangères est quant à lui accusé par le Fatah d’être responsable de la crise du fait des critiques qu'il a formulé contre Abbas et de « pressions » sur le président palestinien et la direction palestinienne afin « de contrecarrer la lutte palestinienne pour l'indépendance et la liberté. ».

## Réaction israélienne
Un haut responsable israélien a qualifié de « pas sérieuse » la demande au ministère de la Défense israélien du ministre palestinien des Affaires civiles Hussein al-Cheikh de réouverture du protocole de Paris, soulignant que si les Palestiniens « veulent rouvrir le protocole de Paris, un accord international, ils auraient dû déposer leur demande auprès du ministère des Affaires étrangères, ou auprès du ministère des Finances, ou tout simplement auprès du bureau du Premier ministre », ajoutant que cette demande avait pour objectif de dire à leur population « Vous voyez, nous avons fait quelque chose et maintenant les Israéliens s'opposent à notre initiative et tout est de leur faute ».
Le 11 septembre 2012, le Premier ministre israélien, Benjamin Netanyahu, a promis « de faire des efforts pour aider l'Autorité palestinienne à surmonter cette crise ». Il a aussi annoncé un transfert anticipé de 63,3 millions de dollars de taxes perçues au profit du gouvernement palestinien.

## Réaction du Hamas
Dans la bande de Gaza, un porte-parole du Hamas, a déclaré que ces manifestations étaient « une réaction naturelle au comportement de l'Autorité et le résultat de son échec politique et économique et de la situation de répression sécuritaire et des libertés en Cisjordanie ».